# Щиглі
Щи́глі — село в Україні, в Яворівському районі Львівської області. Населення становить 92 особи. Орган місцевого самоврядування — Яворівська міська рада.